# Dicrania morio
Dicrania morio är en skalbaggsart som beskrevs av Ernst Gustav Kraatz 1895. Dicrania morio ingår i släktet Dicrania och familjen Melolonthidae. Inga underarter finns listade i Catalogue of Life.